# جولپاجاجا (مارکاپاتا)
جولپاجاجا (به اسپانیایی: Jollpajaja) یک کوه در پرو است که در Peru, Cusco Region, Quispicanchi Province, Marcapata District واقع شده‌است. جولپاجاجا ۴٬۶۰۰ متر بالاتر از سطح دریا واقع شده‌است.